# Geraz do Minho
Geraz do Minho es una freguesia portuguesa del concelho de Póvoa de Lanhoso, en el distrito de Braga, con 4,33 km² de superficie y 521 habitantes (2011). Su densidad de población es de 120,3 hab/km².